# Epidendrum marcapatense
Epidendrum marcapatense là một loài thực vật có hoa trong họ Lan. Loài này được Hágsater & Ric.Fernández mô tả khoa học đầu tiên năm 2007.